# Pousada

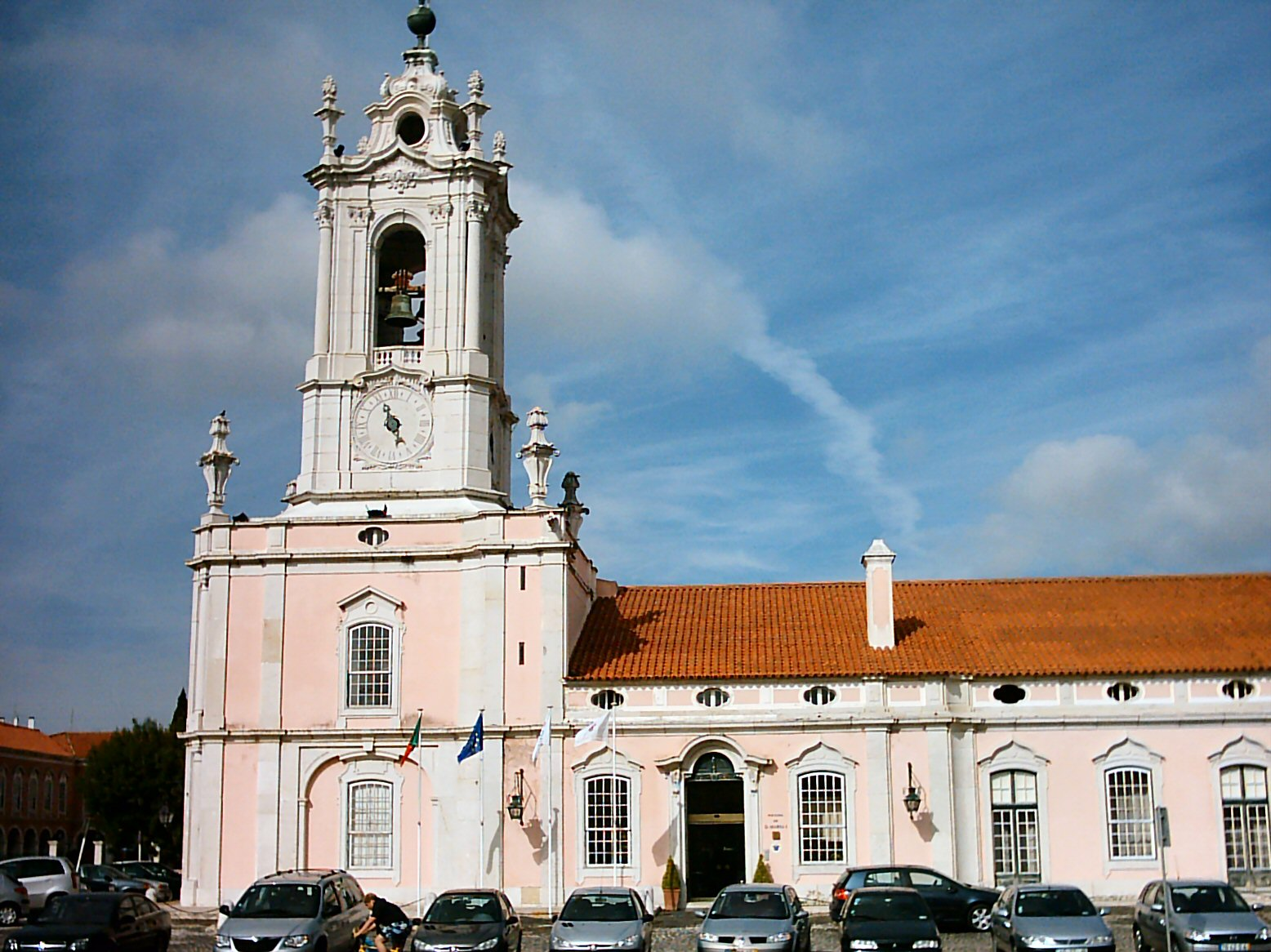
Pousada D. Maria I, in Queluz (gemeente Sintra)

Een pousada is een Portugese term voor een veelal luxueus hotel dat vaak gevestigd is in een historisch gebouw (oude kloosters, kastelen en dergelijke), vergelijkbaar met de Spaanse paradores.
In de jaren 1940 werden de eerste pousadas opgericht door de Portugese staat. Momenteel zijn er meer dan 40 pousadas in Portugal en een in Brazilië. De hotels zijn eigendom van de Portugese overheid, maar worden sinds 2003 uitgebaat door de private onderneming Grupo Pestana Pousadas.
De vestiging van de eerste pousada in Brazilië vond plaats in 2005. Het gebruik van de term pousada voor dit hotel is licht verwarrend omdat in Brazilië de term over het algemeen gebruikt wordt om een simpelere vorm van logies, vergelijkbaar met een pension of bed and breakfast, aan te duiden.